# Majmunov cvijet
Majmunov cvijet (glumarica, komedijašev cvijet; lat. Mimulus), biljni rod iz porodice Phrymaceae, dio je tribusa Mimuleae. Sedam vrsta ovoga roda rašireno jem po istoku Sjeverne Amerike, Australiji, dijelovima Afrike, Madagaskaru i u Aziji od Indokine do Indije.

## Opis
Majmunski cvijet, je rod u kojem je bilo od oko 150 vrsta zeljastih ili, rijetko, grmolikih biljaka iz porodice Phrymaceae, koje su sve prije bile smještene u jedan rod Mimulus. Taksonomija skupine je temeljito revidirana kako bi bolje odražavala evolucijske odnose, a mnoge su vrste premještene iz Mimulusa (sada 7 vrsta) u Erythranthe (111 vrsta), Diplacus (46 vrsta) i još neke male rodove. Biljke su rasprostranjene diljem svijeta, ali su osobito česte u zapadnoj Sjevernoj Americi. Brojne vrste uzgajaju se kao ukrasne biljke zbog atraktivnih cvjetova.
Biljke majmunskog cvijeća imaju nasuprotne, nepodijeljene listove i pojedinačne cvjetove s dvousnim otvorenim vjenčićem (srasle latice). Kaže se da cvjetovi nekih vrsta podsjećaju na lice Majmuna. Zeljaste vrste obično najviše rastu u vlažnim područjima, obično u blizini tekuće vode.
U Hrvatskoj postoje dvije vrste koje se više ne uključuju u ovaj rod, to su: Točkasta glumarica ili Mimulus guttatus, sinonim je za Erythranthe guttata, a žuta glumarica Mimulus luteus, sinonim za Erythranthe lutea

## Vrste
1. Mimulus alatus Aiton
2. Mimulus aquatilis A.R.Bean
3. Mimulus gracilis R.Br.
4. Mimulus madagascariensis Benth.
5. Mimulus orbicularis Wall. ex Benth.
6. Mimulus ringens L.
7. Mimulus strictus Benth.

## Sinonimi
- Monavia Adans.; Fam. 2: 211 (1763), nom. illeg.
- Cynorrhynchium Mitch.; Diss. Bot. & Zool. 29 (1769)

## Vanjske poveznice
|  | Zajednički poslužitelj ima još gradiva o temi Mimulus |
|  | Wikivrste imaju podatke o taksonu Mimulus             |